# Saint-Julien-d'Arpaon
Saint-Julien-d'Arpaon este o comună în departamentul Lozère din sudul Franței. În 2009 avea o populație de 123 de locuitori.

## Evoluția populației
| An        | 1975 | 1982 | 1990 | 1999 | 2006 | 2009 |
| --------- | ---- | ---- | ---- | ---- | ---- | ---- |
| Populație | 70   | 69   | 68   | 134  | 122  | 123  |